# Tirídates (arquiteto)
Tirídates (em latim: Tiridates; em grego: Τιριδάτης; romaniz.: Tiridátēs; em armênio: Տրդատ; romaniz.: Trdat), conhecido como Tirídates, o Arquiteto (em arménio: Տրդատ ճարտարապետ; c. década de 940 — 1020) foi o arquiteto principal dos reis bagrátidas da Arménia, cujos monumentos do século X são considerados por alguns autores como os antecessores da arquitetura gótica que chegaria à Europa Ocidental vários séculos depois.
É o grande representante da chamada "Escola de Ani" e um dos raros arquitetos medievais cujo nome é mencionado nos documentos da sua época.

## Nome
Tiridates (Τιριδάτης, Tiridátēs) é a forma latina do armênio Terdate (Տրդատ, Trdat), que derivou do persa antigo Tiridata (*Tiridata-), "dado/criado por Tir". Foi registrado em grego como Terdates (Τηρδὰτης, Tērdàtēs), Teridates (Τηριδάτης, Tēridátēs), Teridácio (Τηριδάτιος, Tēridátios) e Tiridácio (Τιριδάτιος, Tiridátios).

## Obras
Em 961, Asócio III transferiu a sua capital de Carse para a grande cidade de Ani, onde erigiu novos palácios e reconstruiu as muralhas. Asócio e os seus filhos Simbácio II (r. 977–989) e Cacício I (r. 989–1020) transformaram Ani numa das grandes metrópoles do Médio Oriente, que era conhecida como «a cidade com quarenta portas, cem palácios e mil igrejas».

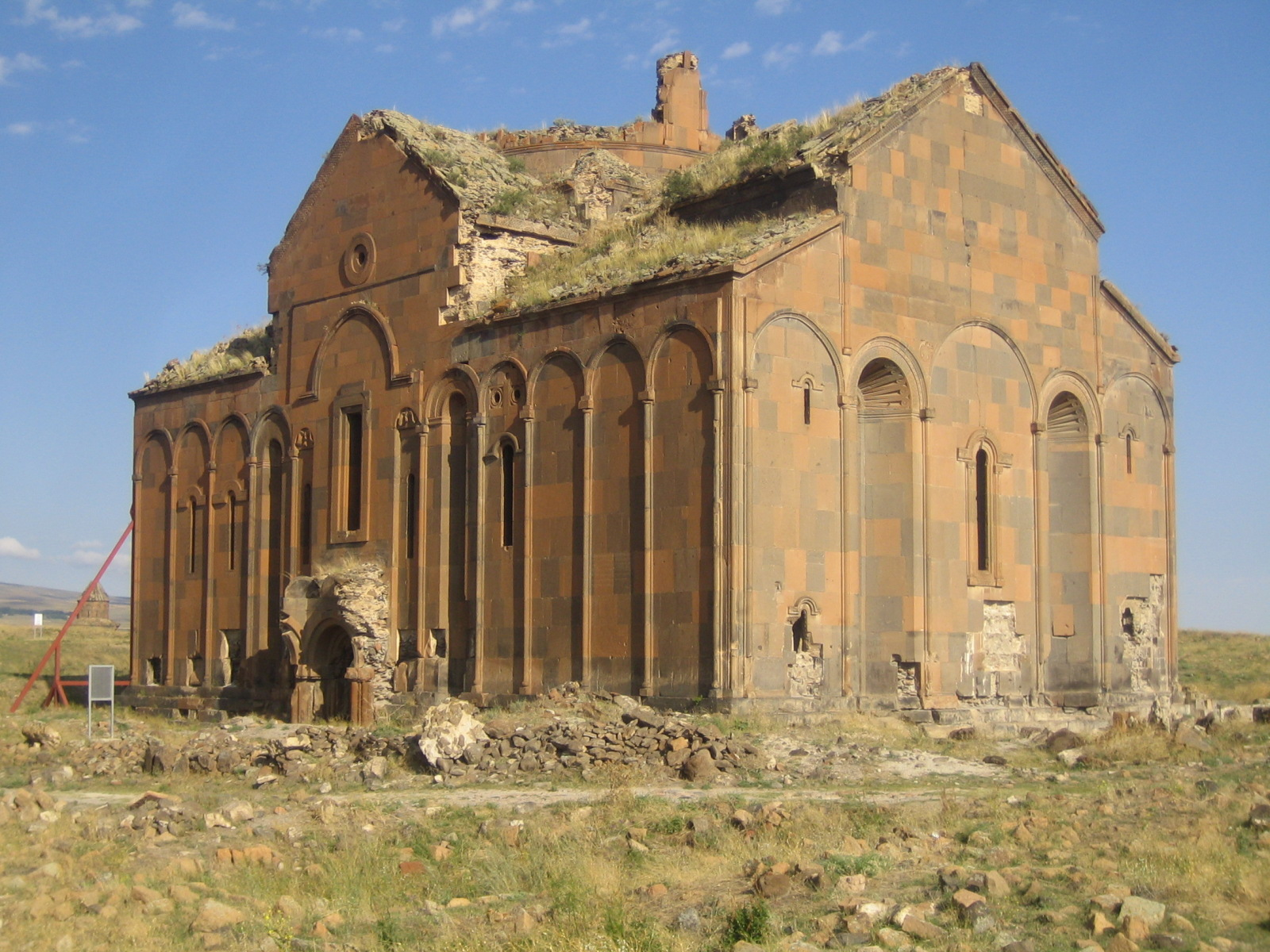
Ruínas da Catedral de Ani

Em Ani, destaca-se como arquiteto da Catedral da Mãe de Deus de Ani, um exemplo de igreja de planta retangular com cúpula cruciforme, descrito pelo historiador arménio do século X-XI Estêvão de Taraunitis como «um edifício admirável de se ver, construído com grandes pedras duras e polidas a martelo, com janelas decoradas com esculturas, destinadas a deixar passar a luz, e com três grandes portas e uma maravilhosa cúpula semelhante à abóbada celeste».
Ainda na capital bagrátida constrói também a Igreja de São Gregório de Gagkashen (1001–1010) e a capela do palácio real (1001–1005). Em Arkina (ou Argina), um subúrbio de Ani para onde foi transferido o catolicossato (sede do Católico de Todos os Arménios) que anteriormente estava em Carse, Tirídates construiu a catedral patriarcal (c. 985 e o palácio do católico.
As principais igrejas dos mosteiros de Marmashen, Sanahin e de Halpate são também atribuídas a Tirídates. Em Halpate supõe-se que tenha desenhado ou supervisionado a construção do Surb Nshan ("Santo Sinal"), a estrutura mais antiga desse mosteiro.
Após um grande terramoto ter arruinado a cúpula de Basílica de Santa Sofia de Constantinopla em 989, os oficiais bizantinos chamaram Tirídates ao Império Bizantino para organizar a reconstrução. O restauro da cúpula foi terminado em 994.
| “ | Até [Santa] Sofia, a catedral, foi despedaçada de cima a baixo. Por causa disso, muitos trabalhadores hábeis entre os Gregos tentaram reconstrui-la repetidamente. O arquiteto e mestre de obras Trdat dos Arménios, que passou por lá, apresentou um projeto, e com sábio entendimento preparou um modelo, e começou a realizar a construção inicial, de modo que [a igreja] foi reconstruída mais bela do que antes. | ” |
|   | — Estêvão de Taron, . |   |